# Programul de lucru 996
Programul de lucru 996 (în chineză: 996工作制) este un program de lucru practicat de unele companii din Republica Populară Chineză. Își trage numele de la cerința ca angajații să lucreze de la 9 dimineața la 9 seara, 6 zile pe săptămână; adică 72 de ore pe săptămână. Mai multe companii de internet din China continentală au adoptat acest sistem ca program de lucru oficial. Criticii susțin că sistemul 996 este o încălcare a legii chinezești și l-au numit „sclavie modernă⁠(d)”.
În martie 2019, s-a lansat pe GitHub un protest „anti-996”. În 2021, un studiu academic realizat de unele instituții chineze a recunoscut pentru prima dată existența unor „culturi de muncă excesivă precum «996»”.
Sistemul 996 a fost declarat ilegal de Curtea Supremă Populară⁠(d) a Chinei la 27 august 2021.

## Context
Cultura muncii suplimentare are o istorie lungă în companiile IT chinezești, unde accentul se pune de regulă pe viteză și pe reducerea costurilor. Companiile folosesc o serie de măsuri, cum ar fi rambursarea tarifelor de taxi pentru angajații care rămân la birou până noaptea târziu, pentru a încuraja orele suplimentare.
Este posibil ca aceasta să fi dus la amânarea intenționată a orei de culcare.
În 2020, un studiu a constatat că în „întreprinderile chinezești sunt mai multe șanse să se lucreze cu program prelungit de muncă decât în cele americane”.
În 2020, un alt studiu a comparat cultura 996 cu „sclavia modernă”, formată prin combinarea „capitalismului global nerestricționat  cu o cultură confucianistă a ierarhiei și obedienței”.
În 2021, pentru prima dată, un studiu chinezesc a recunoscut existența unor „culturi de muncă excesivă precum 996” într-o măsură în care, dacă nu sunt corectate, pot dilua beneficiile politicii circulației duale⁠(d) din China.

## Companiile implicate

### 58.com
În septembrie 2016, site-ul de mică publicitate 58.com⁠(d) a declarat oficial adoptarea sistemului de lucru 996, atrăgând critici din partea angajaților și comentatorilor pe teme sociale. Compania a răspuns că sistemul 996 ar fi o practică încurajată, nu obligatorie.

### Pinduoduo
La începutul lunii ianuarie 2021, platforma de comerț electronic Pinduoduo a fost acuzată că și-a obligat angajații să facă ore suplimentare extrem de intensiv, ceea ce se presupune că a dus la moartea Karoshi⁠(d) a unui angajat de 22 de ani. Mai târziu, contul oficial al lui Pinduoduo a postat (dar șters la scurt timp după aceea) un răspuns pe Zhihu⁠(d), în care spunea că „cei care stau la temelia societății își câștigă salariile cu riscul de a-și pierde viața”.
La doar câteva zile după accident, un alt angajat s-a sinucis sărind de la înălțime. Pe 10 ianuarie, mass-media relata că Pinduoduo a concediat un angajat care a postat fotografii în care un coleg de al său era transportat într-o ambulanță.

### JD.com
După ce programul 996 al lui 58.com a fost făcut cunoscut publicului, a fost publicat un e-mail intern de la vicepreședintele Gang He de la JD.com⁠(d), care conținea o cerere adresată echipei de management a JD.com să implementeze sistemul de program 996 „pe o bază flexibilă”.
Pe 15 martie 2019, un angajat al JD.com a susținut că unele departamente au început să implementeze programul 995 (9:00-21:00, dar 5 zile pe săptămână), în timp ce alte departamente deja terminaseră tranziția. În urma raportului, departamentul de relații publice al site-ului JD.com a anunțat că orele suplimentare nu sunt obligatorii.
Richard Liu⁠(d), fondatorul companiei, a numit „leneși” persoanele care se plâng de programul de lucru.

### Youzan
În ianuarie 2019, un angajat de la Youzan a declarat pe platforma de socializare Maimai că supervizorul lor aplică programul 996. Bai Ya, CEO-ul Youzan, a răspuns: „ar fi un lucru bun la care să ne uităm înapoi câțiva ani mai târziu”. Unele instituții de presă au criticat acest program.  Mai târziu în aceeași lună, Grupul de Supraveghere a Muncii din districtul Xihu, Hangzhou,⁠(d) a anunțat că compania este anchetată.

### Alții
Cel puțin 40 de companii, inclusiv Huawei, Pinduoduo și Alibaba Group, au implementat programul 996 sau o alternativă și mai intensivă.

## Proteste online

### Campanie 996.ICU de pe GitHub
La 26 martie 2019, au fost create repository-ul și website-ul 996 ICU. Repository-ul afirmă că numele „996.icu” se referă la felul cum dezvoltatorii care lucrează în sistemul 996 (9:00–21:00, 6 zile pe săptămână) riscă să aibă probleme de sănătate și să ajungă chiar la terapie intensivă (de unde acronimul ICU). Sloganul mișcării este „viețile programatorilor contează”.
Două zile mai târziu, pe 28 martie 2019, repository-ul primise deja 50 de mii de stele și la 30 martie 2019 ajunsese la 100 de mii de stele, ceea ce l-a transformat în cel mai popular repository de pe GitHub. Pe 9 aprilie ajunsese la 200 de mii de stele și era pe locul doi în tot GitHub. Explozia de activitate a făcut ca pagina de probleme a repository-ului să fie inundată cu spam și să fie închisă, subiect discutat apoi aprig pe Zhihu⁠(d), Sina Weibo⁠(d) și WeChat.
Scopul inițial al repository-ului a fost să enumere companiile care folosesc sistemul de lucru 996, dar s-a dezvoltat curând într-o mișcare — Licența Anti-996⁠(d) — al cărei scop era o interdicțe explicită de utilizare a codului cu sursă deschisă publicat pe GitHub de către companiile care folosesc sistemul 996. (O astfel de licență nu ar îndeplini majoritatea definițiilor de software cu sursă deschisă, cum ar fi The Open Source Definition⁠(d), deoarece excluderea 996 reprezintă o limitare a scopului utilizării libere.)

#### Listele negre ale browserelor
Pe 2 aprilie 2019, s-a răspândit vestea că browserul QQ⁠(d) al lui Tencent, WeChat, browserul UC⁠(d) al lui Alibaba, browserul 360 al lui Qihoo 360⁠(d) și multe alte browsere chinezești bazate pe Chromium au blocat accesul la repository-ul 996.icu de pe GitHub, descriindu-l drept „site ilegal și fraudulos”.

#### Sprijinul din partea angajaților Microsoft
Pe 19 aprilie 2019, angajații Microsoft și GitHub au creat un repository GitHub numit „support.996.ICU” în sprijinul campaniei 996.ICU, despre care ei cred că ar putea fi sub amenințarea cenzurii guvernului chinez.